# Pasquale Aleardi
Pasquale Aleardi (Zurique, 1 de Julho de 1971) é um ator e músico suíço, de origem italo-grega.

## Biografia
Nascido em Zurique em 1971 de uma família de immigrados italo-gregos, è poliglota. Os pais deram para ele a paixão pela TV, querendo que ele fosse advogado, mas escolheu a vida artistica dipòlomando-se, em 1992 no Zürcher Hochschule der Künste (SEscola de Arte).
Atualmente vive em Berlim ed è também musico e cantor: desde 2004 è membro do projeto musical Big Gee de Colônia.

## Filmografia parcial
- 1994: Tschäss
- 1995: Das sprechende Grab
- 2001: Mein Vater die Tunte
- 2001: Die Salsaprinzessin
- 2002: Nachts im Park
- 2002: Vingt-quatre heures de la vie d'une femme
- 2002: Resident Evil
- 2003: Für immer verloren
- 2003: Jagd auf den Flammenmann
- 2004: Baal
- 2004: Schöne Männer hat man nie für sich alleine
- 2005: Die Bullenbraut – Ihr erster Fall
- 2006: Grounding – Die letzten Tage der Swissair
- 2006: Schöner leben
- 2006: Die Sturmflut
- 2006: Süssigkeiten (TV)
- 2006: Wo ist Fred?
- 2007: Der letzte Zeuge – Totgeschwiegen
- 2007: Sperlingg und die kalte Angst
- 2007: Manatu – Nur die Wahrheit rettet Dich (TV)
- 2007: Verrückt nach Clara
- 2007: Erdbeereis mit Liebe (TV)
- 2007: Vermisst – Liebe kann tödlich sein
- 2007: Polizeiruf 110
- 2007: Keinohrhasen
- 2008: Fast Track: No Limits
- 2008: Willkommen im Westerwald
- 2009: Dutschke
- 2008: Der Tag, an dem ich meinen toten Mann traf
- 2009: Vulkann (TV)
- 2009: Taxiphone
- 2010: Im Spessart sind die Geister los (TV)
- 2010: Masserbergg
- 2011: Schicksalsjahre
- 2011: Ein Sommer in Paris (Um verão em Paris) (TV)
- 2011: What a Man
- 2011: Männerherzen … und die ganz ganz große Liebe
- 2012: Im Brautkleid meiner Schwester (TV)
- 2012: München 72 – Das Attentat (TV)
- 2012: Schleuderprogramm
- 2012: Herztöne (TV)
- 2012: Nur eine Nacht
- 2013: Wer liebt, lässt los!
- 2013: Tatort (TV)
- 2013: Robin Hood & Ich (TV)
- 2013: Papa auf Probe (TV)
- 2014: Honig im Kopf